# Trybuna Śląska
Trybuna Śląska, Trybuna Robotnicza – dziennik, jedna z największych gazet regionalnych w Polsce ukazująca się w latach 1945–2004 na terenie województwa śląskiego (w granicach 1945–1950), województwa katowickiego, województwa śląskiego od 1999, województwa opolskiego (w początkowym okresie istnienia TR), województwa częstochowskiego, województwa bielskiego, województwa wrocławskiego (w początkowym okresie istnienia TR). Zajmowała się głównie tematyką regionalną. Pierwotnie wydawana jako „Trybuna Śląska”, pierwszym redaktorem naczelnym był Leon Bielski. Od  11 marca 1945 gazeta wydawana jako „Trybuna Robotnicza” – do  1 lipca 1990, kiedy sprywatyzowano dotychczasowego właściciela RSW Prasa-Książka-Ruch, a tytuł przejęło Górnośląskie Towarzystwo Prasowe (GTP). Trybuna Robotnicza została odznaczona Orderem Sztandaru Pracy I klasy. Nad winietą tego dziennika wypisane było hasło komunistyczne z 1848 roku: Proletariusze wszystkich krajów, łączcie się!.

## Historia
- Pierwszy numer ukazał się 2 lutego 1945 roku
- od 11 marca 1945 do  1 lipca 1990 wydawana pod nazwą ''Trybuna Robotnicza''
- Do 1946 gazeta była rozpowszechniana na terenie całego polskiego Śląska, łącznie z Wrocławiem i Legnicą.
- Od 1952 w województwie opolskim zastąpiła ją Trybuna Opolska powstała w wyniku usamodzielnienia się oddziału w Opolu.
- W okresie PRL redakcja corocznie organizowała ludyczny festyn pod nazwą Święto Trybuny Robotniczej w parku kultury w Chorzowie oraz w Bielsku-Białej i Częstochowie.
- W latach 1999–2000 gazeta ukazywała się pod tytułem „Trybuna Śląska – Dzień”[2], co było związane z próbą konsolidacji z należącą do tego samego wydawcy (GTP) „Gazetą Opolską”, wydawaną w tym okresie jako „Gazeta Opolska – Dzień” z identycznym layoutem[3]. Podczas Olimpiady w Sydney w takiej samej szacie graficznej wydawano darmowy dziennik sportowy pod nazwą „Dzień w Sydney”, co kwartał ukazywały się również darmowe wydania „Dzień z edukacją”, rozpowszechniane w niepublicznych szkołach średnich.
- W październiku 2000 GTP zostało ostatecznie wykupione przez Polskapresse (spółkę córkę Passauer Neue Presse)[4]. Niemiecki inwestor usunął z winiety „Dzień”, powrócił do wcześniejszego layoutu[5], zlikwidował dodatkowe wydania i zredukował obsadę oddziałów. Rozpoczęto wtedy też proces scalania GTP i katowickiego oddziału Polskapresse („PP Sp. z o.o. Oddział Prasa Śląska”) oraz struktur Trybuny i należącego do tej samej spółki Dziennika Zachodniego, zmniejszając znacząco nakład (w 1997 wynosił 150 tys., a w  2002 już tylko 75 tys.). 1 marca 2003 r. zmieniono struktury wydawnictw Trybuny i DZ, łącząc ich działy marketingu w jeden, wspólny[6][7]. Proces ostatecznie zakończono w grudniu 2004 r.[8][9][10][11].
- Ostatni numer ukazał się 4 grudnia 2004 roku[10].
- Łącznie ukazały się 19803 numerów.

## Dodatki tematyczne
- Autotrybuna
- Kibic (sobota)
- Rynek i Biznes
- Teraz zdrowie (ostatni tydzień miesiąca)
- Telemagazyn (piątek)

## Oddziały
- bielski
- częstochowski
- katowicki
- lubliniecki
- rybnicki
- zagłębiowski